# Escalafón militar de México
El escalafón militar de México se establece en la Ley Orgánica del Ejército y Fuerza Aérea Mexicanos (publicada en el Diario Oficial de la Federación el 26 de diciembre de 1986).

## Niveles y grados
El escalafón militar se conforma por los dos más importantes niveles de mando que establece el artículo 10 de la ley orgánica antes dicha (Mando Supremo y Alto Mando), seguidos por los "grados en la escala jerárquica" con los cuales se ejerce la autoridad que establece el artículo 129 de la misma ley orgánica (Generales, Jefes, Oficiales y Tropa):
- Mando Supremo
  - Presidente de la República o Comandante Supremo de las Fuerzas Armadas

- Alto Mando
  - General o Secretario de la Defensa Nacional

- Generales
  - General de División
  - General de Brigada (Ejército) o General de Ala (Fuerza Aérea)
  - General Brigadier (Ejército) o General de Grupo (Fuerza Aérea)

- Jefes
  - Coronel
  - Teniente coronel
  - Mayor

- Oficiales
  - Capitán primero
  - Capitán segundo
  - Teniente
  - Subteniente

- Tropa
  - Sargento primero
  - Sargento segundo
  - Cabo
  - Soldado

## Divisas
Las divisas son el medio por el cual se pueden distinguir el escalafón militar o los escalones jerárquicos de los miembros de las Fuerzas Armadas. Para el Ejército Mexicano y la Fuerza Aérea Mexicana son:
| Cargo | Palas uniforme café | Palas uniforme negro |
| --- | ------------------- | -------------------- |
| Presidente Constitucional de los Estados Unidos Mexicanos Comandante Supremo de las Fuerzas Armadas de México Escudo Nacional dorado y cinco estrellas doradas.                                 |                     |                      |
| General Secretario de la Defensa Nacional Escudo Nacional dorado y cuatro estrellas plateadas. Además, las palas llevan en la orilla un vivo dorado.                                            |                     |                      |
| General de División Escudo Nacional dorado y tres estrellas plateadas. Además, las palas llevan en la orilla un vivo dorado.                                                                    |                     | Gral-division-fam    |
| Ejército: General de Brigada Fuerza Aérea: General de Ala Escudo Nacional dorado y dos estrellas plateadas. Además, las palas llevan en la orilla un vivo dorado.                               |                     |                      |
| Ejército: Brigadier General Fuerza Aérea: General de Grupo Escudo Nacional dorado y una estrella plateada. Además, las palas llevan en la orilla un vivo dorado.                                |                     |                      |
| Coronel Tres estrellas doradas dispuestas en forma de un triángulo equilátero. Además, en la orilla de la pala un vivo del color de su arma o servicio.                                         |                     |                      |
| Teniente coronel Dos estrellas doradas. Además, en la orilla de la pala un vivo del color de su arma o servicio.                                                                                |                     |                      |
| Mayor Una estrella dorada. Además, en la orilla de la pala un vivo del color de su arma o servicio.                                                                                             |                     |                      |
| Capitán Primero Tres barras doradas de igual dimensión. Además, en la orilla de la pala un vivo del color de su arma o servicio.                                                                |                     |                      |
| Capitán Segundo Tres barras doradas, siendo la central de longitud menor. Además, en la orilla de la pala un vivo del color de su arma o servicio.                                              |                     |                      |
| Teniente Dos barras doradas de igual dimensión. Además, en la orilla de la pala un vivo del color de su arma o servicio.                                                                        |                     |                      |
| Subteniente Una barra dorada. Además, en la orilla de la pala un vivo del color de su arma o servicio.                                                                                          |                     |                      |
| Sargento Primero Tres cintas negras, cada una de ellas con el borde (o vivos) del color de su arma o servicio. Además, en la orilla de la pala el mismo color distintivo de su arma o servicio. |                     |                      |
| Sargento Segundo Dos cintas negras, cada una de ellas con el borde (o vivos) del color de su arma o servicio. Además, en la orilla de la pala el mismo color distintivo de su arma o servicio.  |                     |                      |
| Cabo Una cinta negra, con el borde (o vivos) del color de su arma o servicio. Además, en la orilla de la pala el mismo color distintivo de su arma o servicio.                                  |                     |                      |
| Soldado La sobrehombrera o pala va sin ningún distintivo y solo lleva en la orilla el vivo del color de su arma o servicio.                                                                     |                     |                      |